# Secusio
Secusio es un género de polillas de la subfamilia Arctiinae descrita por Francis Walker en 1854.

## Especies
Se reconocen las siguientes:
- Secusio abdominalis Rothschild, 1910
- Secusio ansorgei W. Rothschild, 1933
- Secusio atrizonata Hampson, 1910
- Secusio deilemera Talbot, 1929
- Secusio deilemerana Strand, 1909
- Secusio discoidalis Talbot, 1929
- Secusio drucei W. Rothschild, 1933
- Secusio griseipennis Hampson, 1911
- Secusio hymenaea Gerstaecker, 1919
- Secusio intensa W. Rothschild, 1933
- Secusio javanica Roepke, 1940
- Secusio mania Druce, 1888
- Secusio monteironis W. Rothschild, 1933
- Secusio parvipuncta Hampson, 1891
- Secusio postmedialis Strand, 1919
- Secusio quadripunctata Aurivillius, 1900
- Secusio rothi Rothschild, 1933
- Secusio sansibarensis Strand, 1909
- Secusio sansibariensis Gaede, 1926
- Secusio strigata Walker, 1854

## Antigua especie
- Secusio gaetana Oberthür, 1923